# 汨罗站
汨罗站是一个京广线上的铁路车站，位于中华人民共和国湖南省岳阳市汨罗市通达路，建于1918年，由广州局集团长沙车务段管辖，目前目前为三等站，客运办理旅客乘降及行李、包裹托运；货运办理整车、零担、集装箱货物发到。

## 历史
汨罗站始建于1917年，为京广铁路（原粤汉铁路）上的一个小站。车站曾经为长沙铁路分局的中心站，下辖京广铁路桃林至高家坊间车站，1978年并入荣家湾车务段。1998年车站开始改建工程，于站场西侧新建站房:465，2004年1月12日启用。

## 车站结构

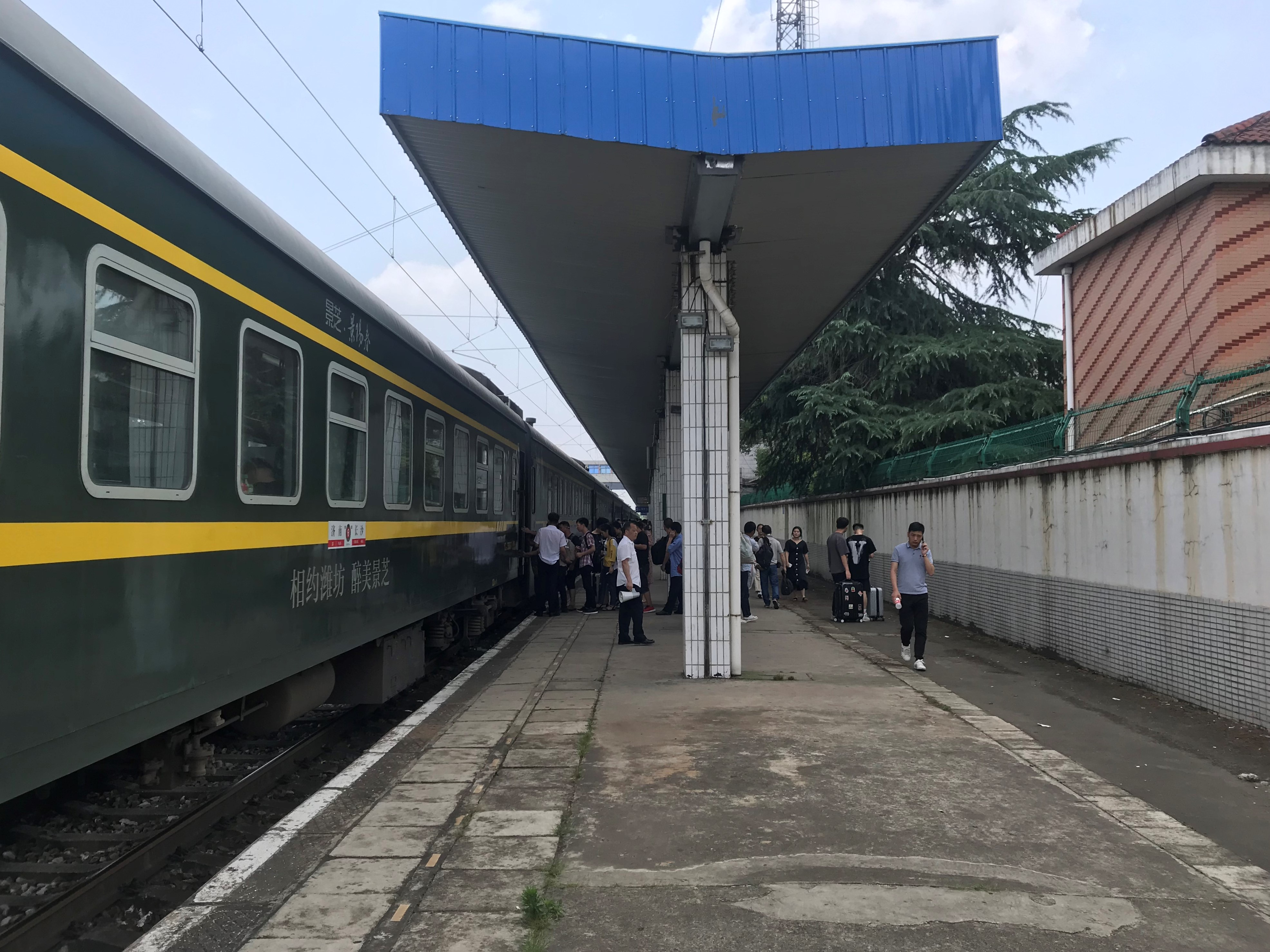
2站台

汨罗站目前使用的站房于2004年1月投入使用。车站站房面积4050平方米，内设有3个候车室，同时可容纳5000名旅客候车。车站站场除货场外还设有通往嘉杨仓储服务中心的专用线。
| 1F | 1站台 岳阳、武汉方向列车 侧式站台 | 1站台 岳阳、武汉方向列车 侧式站台 |
| 1F | 1站台                             | 京广铁路 往北京西方向（桃林站）   |
| 1F | 通过线                            | 京广铁路上行列车通过线            |
| 1F | 通过线                            | 京广铁路下行列车通过线            |
| 1F | 侧线                              | 京广铁路列车                      |
| 1F | 2站台                             | 京广铁路 往广州方向（古培塘站）   |
| 1F | 2站台 长沙、广州方向列车 侧式站台 |                                   |

## 車站周邊
- 汨罗市政府
- 汨罗中心汽车站
- 罗城学校
- 中国建设银行汨罗开发区支行
- 中国工商银行汨罗市支行城西分理处
- 农村信用合作社汨罗农商银行
- 中国光大银行岳阳汨罗支行
- 中国邮政汨罗市邮政局